# Vass László (labdarúgó, 1943)
Vass László (Nyírbogdány, 1943 –) labdarúgó, középpályás.

## Pályafutása
1966 és 1973 között a Diósgyőri VTK labdarúgója volt. Az élvonalban 1966. március 27-én mutatkozott be az MTK ellen, ahol csapata 1–0-s vereséget szenvedett. Az élvonalban 189 mérkőzésen szerepelt és 34 gólt szerzett.